# Rosoy (Yonne)
Rosoy é uma comuna francesa na região administrativa de Borgonha-Franco-Condado, no departamento de Yonne. Estende-se por uma área de 5,94 km², com 1 042 habitantes, segundo os censos de 2008, com uma densidade de 175 hab/km².